# Mizonocara deserti
Mizonocara deserti is een rechtvleugelig insect uit de familie veldsprinkhanen (Acrididae). De wetenschappelijke naam van deze soort is voor het eerst geldig gepubliceerd in 1912 door Boris Petrovich Uvarov.